# Zambezi
Виталий Анатольевич Маркин (укр. Віталій Анатолійович Маркін; род. 5 августа 1982, Кривой Рог, Днепропетровская область), более известный под псевдонимом Zambezi — украинский хип-хоп-исполнитель.

## Творческая деятельность
Участник группы «Штора» и одноимённого лейбла в которых также состоит Типси Тип. Начал свою музыкальную карьеру в 1998 году в составе группы «Центральная зона», затем, сменив несколько других коллективов, решил стать сольным исполнителем. В 2009 году, после знакомства с Типси Типом, присоединился к его лейблу «Штора», принял участие в записи сольных и совместных альбомов участников объединения.
Принимал участие в 9 Официальном баттле hip-hop.ru, в котором проиграл в 6 раунде Мише Крупину.
В музыкальном плане его творчество испытывает влияние такого поджанра регги как рагга, ведущими темами песен являются личные переживания.